# Hjalmar Hulting
Erik Hjalmar Hulting (i riksdagen kallad Hulting i Herljunga), född 25 februari 1863 i Trässbergs församling, död 26 november 1941 i Herrljunga församling, var en svensk disponent och politiker. Han var ledamot av riksdagens första kammare 1917–1919 och tillhörde Första kammarens nationella parti.